# Madonna col Bambino e santi (Agostino Carracci)
La Madonna con il Bambino e santi di Agostino Carracci è un dipinto ad olio su tela (152 x 127 cm) ed è datato, come recita la scritta sul taglio del gradino in basso, 1586. L'opera è conservata presso la Galleria nazionale di Parma.

## Storia
L'opera mette in scena una sacra conversazione tra la Madonna, il Bambino e quattro santi. Alla sinistra di Maria, infatti, si trova santa Cecilia, con la palma del martirio, un libro e l'organetto, suoi attributi.
Ai piedi del Bambino troviamo anche san Giovannino e santa Margherita, con la croce al petto e il drago, alle sue spalle un quarto santo, che la critica non ha ancora identificato con certezza.
La presenza di santa Margherita in basso a destra rispetto alla Madonna, posizione che solitamente è occupata dalla committenza, indica che l'opera venne richiesta da Margherita Farnese per la chiesa del monastero benedettino di San Paolo a Parma. Margherita, che a quell'epoca era badessa del convento, era entrata nell'ordine benedettino dopo esser stata ripudiata da Vincenzo Gonzaga. Qui si dedica allo studio della musica con Giulio Cima. A causa della loro assidua frequentazione, Margherita fu accusata di nutrire un interesse particolare nei confronti del maestro, situazione ritenuta piuttosto sconveniente per la sua posizione. Per questo motivo ella affida all'immagine di santa Cecilia il compito di dichiarare la propria innocenza affermando che il suo interesse per la musica era coltivato solo per motivi religiosi e di elevazione spirituale.
L'opera, collocata per secoli nel convento di San Paolo a Parma, venne requisita dalle truppe napoleoniche e trasportata a Parigi nel 1796. Una volta recuperata fu collocata nella Galleria nazionale di Parma nel 1816.

## Descrizione
Nel dipinto le figure dei santi sono disposte simmetricamente intorno al trono su cui siede Maria, secondo un modello compositivo frequente nelle pale d'altare del Cinquecento.
Le scelte cromatiche, la luminosità e la resa preziosa delle sete dei tessuti rimandano, invece, alla pittura veneta contemporanea. I riferimenti della cultura lagunare si fondono con altri motivi stilistici riferibili ad una rielaborazione personale della cultura parmense, come si riscontra nell'evidente influenza del naturalismo del Correggio e nella ricercata posa di Santa Cecilia, ripresa da modelli figurativi del Parmigianino.